# 아이가촌 (효고현)
아이가촌(安乎村)은 효고현 쓰나군에 설치되었던 촌이다. 현재의 스모토시에 해당한다.

## 역사
- 1889년 4월 1일 - 정촌제 시행에 의해 3촌의 구역을 가지고 성립하였다.
- 1955년 3월 31일 - 스모토시에 편입, 동일 아이가촌은 폐지되었다.

## 참고문헌
- 角川日本地名大辞典 28 兵庫県